# Tsuu T'ina Nation 145
Tsuu T'ina Nation 145 är ett reservat i Kanada.   Det ligger i provinsen Alberta, i den centrala delen av landet, 2 900 km väster om huvudstaden Ottawa.
Trakten runt Tsuu T'ina Nation 145 består till största delen av jordbruksmark. Runt Tsuu T'ina Nation 145 är det glesbefolkat, med 9 invånare per kvadratkilometer.